# Cyprinella galactura
Cyprinella galactura är en fiskart som först beskrevs av Edward Drinker Cope, 1868.  Cyprinella galactura ingår i släktet Cyprinella och familjen karpfiskar. Inga underarter finns listade i Catalogue of Life.